# کار (ترانه ریانا)
«کار» (انگلیسی: Work) ترانه‌ای است که توسط خواننده باربادوسی ریانا برای هشتمین آلبوم استودیویی خود با عنوان آنتی (۲۰۱۶)، با حضور رپر کانادایی دریک ضبط شده‌است. این ترانه به عنوان تک‌آهنگ لید آلبوم در ۲۷ ژانویه ۲۰۱۶ از طریق وست‌باری رود و راک نیشن منتشر شد. «کار» که یک ترانه دنس‌هال، رگی فیوژن و آراندبی است، شامل یک درون‌یابی از ترانه «اگر امشب اینجا بودی» اجراشدهٔ توسط الکساندر اونیل است. از لحاظ اشعاری، این ترانه شامل مضامین کار برای پول، و همچنین بحث در مورد روابط شکننده است. این ترانه به زبان جامائیکا پاتویز و شامل سه نویسنده-تهیه‌کننده از آن است.
واکنش انتقادی به «کار» در هنگام انتشار متفاوت بود؛ منتقدان از ترکیب آن و تصمیم ریانا برای بازگشت به مضامین قبلی موسیقی دنس‌هال او را ستایش کردند، در حالی که سایر منتقدان نسبت به پتانسیل ترانه به عنوان کام‌بکی برای خواننده تردید داشتند. عقیده منتقدان با گذشت زمان نسبت به ترانه بهبود یافت؛ این ترانه در چندین فهرست پایان سال قرار گرفت و در پنجاه و نهمین مراسم جایزه گرمی نامزد دریافت دو جایزه شد: ضبط سال و بهترین اجرای پاپ دونفره/گروهی. ترانه به جایگاه نخست جدول ۱۰۰تای داغ بیلبورد رسید و به چهاردهمین تک‌آهنگ شمارهٔ یک او در این جدول تبدیل شد و او را به چهارمین هنرمند با بیشترین شمارهٔ یک در این جدول (پس از بیتلز، ماریا کری و الویس پرسلی) تبدیل کرد. این ترانه به مدت نه هفته در بالاترین موقعیت جدول قرار گرفت. این ترانه همچنین از هر ۹ کشور دیگر در رتبه یک قرار گرفت و در سیزده کشور دارای گواهی‌نامه پلاتین یا بالاتر است، از جمله ۷ پلاتین در ایالات متحده و یک الماس در فرانسه.
این ترانه با دو موزیک ویدئو همراه بود که هر دو در ۲۲ فوریه ۲۰۱۶ به نمایش درآمدند. نسخه اول از دو نسخه را کارگردان قبلی دیرکتور اکس با همکاری ریانا کارگردانی کرد، در حالی که نسخه دوم را تیم ارم کارگردانی کرد. این ترانه با اجرای زنده در جوایز بریت ۲۰۱۶ که شامل میهمانان دریک و سزا بود و همچنین اجرا در جوایز ویدئو موسیقی ام‌تی‌وی ۲۰۱۶ و در تور جهانی آنتی بیشتر تبلیغ شد. «کار» از زمان «دما» از شان پال (۲۰۰۶)، به اولین ترانه دنس‌هال تبدیل شد که در صدر ۱۰۰تای داغ بیلبورد قرار گرفت و سه هفته بعد یک ترانه دنس‌هال دیگر، «وان‌دنس» از دریک جانشینش شد.

## پیش‌زمینه و انتشار
به دنبال انتشار هفتمین آلبوم استودیویی ریانا، ناعذرخواهانه و تور همراه آن، ریانا به موسیقی بازگشت. ریانا قصد داشت تا با ضبط موسیقی با وقفه‌ای روبرو شود؛ «من می‌خواستم یک سال وقت داشته باشم و فقط هر کاری را که می‌خواهم، هنری و خلاقانه انجام دهم،» ریانا در ادامه اصرار داشت که این وقفه یک هفته طول بکشد. به دنبال انتشار سه تک‌آهنگ در سال ۲۰۱۵— «چهار پنج ثانیه» (همراه کانیه وست و پل مک‌کارتنی)، «جنده بهتره پولمو داشته باشی» و «اکسیژن آمریکایی» —بیلبورد اعلام کرد که قرار است ریانا یک تک‌آهنگ جدید را در تاریخ ۲۷ ژانویه ۲۰۱۶ در ساعت ۸ صبح EST به نمایش بگذارد. همان روز، «کار» برای اولین بار در چندین ایستگاه رادیویی در سراسر جهان از جمله رادیو بی‌بی‌سی ۱ در پادشاهی متحده به نمایش درآمد. پس از آن، ترانه از طریق آی‌تیونز استور در اکثر کشورهای جهان برای دانلود دیجیتالی در دسترس قرار گرفت و برای پخش در اپل میوزیک، اسپاتیفای، و تیدال به آن اضافه شد.

## تاریخچهٔ انتشار
| کشور          | تاریخ          | فرمت                 | ناشر                 | منا.   |
| ------------- | -------------- | -------------------- | -------------------- | ------ |
| استرالیا      | ۲۷ ژانویه ۲۰۱۶ | دانلود دیجیتال       | راک نیشن وست‌باری رود | [ ۶ ]  |
| برزیل         | ۲۷ ژانویه ۲۰۱۶ | دانلود دیجیتال       | راک نیشن وست‌باری رود | [ ۷ ]  |
| کانادا        | ۲۷ ژانویه ۲۰۱۶ | دانلود دیجیتال       | راک نیشن وست‌باری رود | [ ۸ ]  |
| فرانسه        | ۲۷ ژانویه ۲۰۱۶ | دانلود دیجیتال       | راک نیشن وست‌باری رود | [ ۹ ]  |
| آلمان         | ۲۷ ژانویه ۲۰۱۶ | دانلود دیجیتال       | راک نیشن وست‌باری رود | [ ۱۰ ] |
| ایتالیا       | ۲۷ ژانویه ۲۰۱۶ | دانلود دیجیتال       | راک نیشن وست‌باری رود | [ ۱۱ ] |
| نیوزیلند      | ۲۷ ژانویه ۲۰۱۶ | دانلود دیجیتال       | راک نیشن وست‌باری رود | [ ۱۲ ] |
| اسپانیا       | ۲۷ ژانویه ۲۰۱۶ | دانلود دیجیتال       | راک نیشن وست‌باری رود | [ ۱۳ ] |
| ایالات متحده  | ۲۷ ژانویه ۲۰۱۶ | دانلود دیجیتال       | راک نیشن وست‌باری رود | [ ۱۴ ] |
| پادشاهی متحده | ۲۷ ژانویه ۲۰۱۶ | دانلود دیجیتال       | راک نیشن وست‌باری رود | [ ۱۵ ] |
| ایتالیا       | ۲۹ ژانویه ۲۰۱۶ | رادیو هیت بزرگسال    | راک نیشن وست‌باری رود | [ ۱۶ ] |
| ایالات متحده  | ۱۸ مارس ۲۰۱۶   | استریمینگ (ریمیکس‌ها) | راک نیشن وست‌باری رود | [ ۱۷ ] |